# La mamma è sempre la mamma
La mamma è sempre la mamma (Mama's Family) è una serie televisiva statunitense in 130 episodi trasmessi per la prima volta nel corso di sei stagioni dal 1983 al 1990.

## Trama
La serie, ambientata nella città immaginaria di Raytown, negli Stati Uniti, ruota attorno a una tipica famiglia americana da sitcom, tutta litigi e battibecchi bonari. La famiglia è guidata da Thelma Harper, una schietta sessantacinquenne vedova che vive inizialmente con la sorella zitella Fran, giornalista per un giornale locale. Il figlio di Thelma, Vinton (la cui moglie, Mitzi, lo lascia per diventare una cameriera a Las Vegas) e i suoi due bambini, Sonja e Buzz, vanno a vivere con lei solo in seguito. Durante la prima stagione, Vinton inizia un rapporto con la vicina di casa Naomi Oates (che non ha un buon rapporto con Thelma), e presto la sposa. Dopo aver venduto la loro casa e aver perso i soldi in un affare finito male, Naomi e Vint sono infatti costretti a spostarsi nel seminterrato di Thelma, dove rimangono per la maggior parte della serie. Altri personaggi ricorrenti sono le altre due figlie di Thelma, la snob Ellen e la scontrosa Eunice.

## Albero genealogico degli Harper
|                      |                      |                      |                      |                      |                      |                 |                 | Nonna Crowley   | Nonna Crowley   | Nonna Crowley | Nonna Crowley | Nonna Crowley  | Nonna Crowley  |                |                |                |                |               |               |               |               |               |               |               |               |            |            | genitori sconosciuti | genitori sconosciuti | genitori sconosciuti | genitori sconosciuti | genitori sconosciuti | genitori sconosciuti |               |               |                       |                       |                       |                       |                       |                       |             |             |              |              |              |              |              |              |  |  |                          |                          |                          |                          |                          |                          |              |              |  |  |
|                      |                      |                      |                      |                      |                      |                 |                 | Nonna Crowley   | Nonna Crowley   | Nonna Crowley | Nonna Crowley | Nonna Crowley  | Nonna Crowley  |                |                |                |                |               |               |               |               |               |               |               |               |            |            | genitori sconosciuti | genitori sconosciuti | genitori sconosciuti | genitori sconosciuti | genitori sconosciuti | genitori sconosciuti |               |               |                       |                       |                       |                       |                       |                       |             |             |              |              |              |              |              |              |  |  |                          |                          |                          |                          |                          |                          |              |              |  |  |
|                      |                      |                      |                      |                      |                      |                 |                 |                 |                 |               |               |                |                |                |                |                |                |               |               |               |               |               |               |               |               |            |            |                      |                      |                      |                      |                      |                      |               |               |                       |                       |                       |                       |                       |                       |             |             |              |              |              |              |              |              |  |  |                          |                          |                          |                          |                          |                          |              |              |  |  |
|                      |                      |                      |                      | Frances Crowley      | Frances Crowley      | Frances Crowley | Frances Crowley | Frances Crowley | Frances Crowley |               |               | Thelma Crowley | Thelma Crowley | Thelma Crowley | Thelma Crowley | Thelma Crowley | Thelma Crowley |               |               | Carl Harper   | Carl Harper   | Carl Harper   | Carl Harper   | Carl Harper   | Carl Harper   |            |            | Effie Harper         | Effie Harper         | Effie Harper         | Effie Harper         | Effie Harper         | Effie Harper         |               |               | Roy Harper            | Roy Harper            | Roy Harper            | Roy Harper            | Roy Harper            | Roy Harper            |             |             |              |              |              |              |              |              |  |  |                          |                          |                          |                          |                          |                          |              |              |  |  |
|                      |                      |                      |                      | Frances Crowley      | Frances Crowley      | Frances Crowley | Frances Crowley | Frances Crowley | Frances Crowley |               |               | Thelma Crowley | Thelma Crowley | Thelma Crowley | Thelma Crowley | Thelma Crowley | Thelma Crowley |               |               | Carl Harper   | Carl Harper   | Carl Harper   | Carl Harper   | Carl Harper   | Carl Harper   |            |            | Effie Harper         | Effie Harper         | Effie Harper         | Effie Harper         | Effie Harper         | Effie Harper         |               |               | Roy Harper            | Roy Harper            | Roy Harper            | Roy Harper            | Roy Harper            | Roy Harper            |             |             |              |              |              |              |              |              |  |  |                          |                          |                          |                          |                          |                          |              |              |  |  |
|                      |                      |                      |                      |                      |                      |                 |                 |                 |                 |               |               |                |                |                |                |                |                |               |               |               |               |               |               |               |               |            |            |                      |                      |                      |                      |                      |                      |               |               |                       |                       |                       |                       |                       |                       |             |             |              |              |              |              |              |              |  |  |                          |                          |                          |                          |                          |                          |              |              |  |  |
|                      |                      |                      |                      |                      |                      |                 |                 |                 |                 |               |               |                |                |                |                |                |                |               |               |               |               |               |               |               |               |            |            |                      |                      |                      |                      |                      |                      |               |               |                       |                       |                       |                       |                       |                       |             |             |              |              |              |              |              |              |  |  |                          |                          |                          |                          |                          |                          |              |              |  |  |
| Bruce Jackson (div.) | Bruce Jackson (div.) | Bruce Jackson (div.) | Bruce Jackson (div.) | Bruce Jackson (div.) | Bruce Jackson (div.) |                 |                 | Ellen Harper    | Ellen Harper    | Ellen Harper  | Ellen Harper  | Ellen Harper   | Ellen Harper   |                |                | Eunice Harper  | Eunice Harper  | Eunice Harper | Eunice Harper | Eunice Harper | Eunice Harper |               |               | Ed Higgins    | Ed Higgins    | Ed Higgins | Ed Higgins | Ed Higgins           | Ed Higgins           |                      |                      | Vinton Harper        | Vinton Harper        | Vinton Harper | Vinton Harper | Vinton Harper         | Vinton Harper         |                       |                       | Naomi Oates           | Naomi Oates           | Naomi Oates | Naomi Oates | Naomi Oates  | Naomi Oates  |              |              |              |              |  |  |                          |                          | Mitzi (div.)             | Mitzi (div.)             | Mitzi (div.)             | Mitzi (div.)             | Mitzi (div.) | Mitzi (div.) |  |  |
| Bruce Jackson (div.) | Bruce Jackson (div.) | Bruce Jackson (div.) | Bruce Jackson (div.) | Bruce Jackson (div.) | Bruce Jackson (div.) |                 |                 | Ellen Harper    | Ellen Harper    | Ellen Harper  | Ellen Harper  | Ellen Harper   | Ellen Harper   |                |                | Eunice Harper  | Eunice Harper  | Eunice Harper | Eunice Harper | Eunice Harper | Eunice Harper |               |               | Ed Higgins    | Ed Higgins    | Ed Higgins | Ed Higgins | Ed Higgins           | Ed Higgins           |                      |                      | Vinton Harper        | Vinton Harper        | Vinton Harper | Vinton Harper | Vinton Harper         | Vinton Harper         |                       |                       | Naomi Oates           | Naomi Oates           | Naomi Oates | Naomi Oates | Naomi Oates  | Naomi Oates  |              |              |              |              |  |  |                          |                          | Mitzi (div.)             | Mitzi (div.)             | Mitzi (div.)             | Mitzi (div.)             | Mitzi (div.) | Mitzi (div.) |  |  |
|                      |                      |                      |                      |                      |                      |                 |                 |                 |                 |               |               |                |                |                |                |                |                |               |               |               |               |               |               |               |               |            |            |                      |                      |                      |                      |                      |                      |               |               |                       |                       |                       |                       |                       |                       |             |             |              |              |              |              |              |              |  |  |                          |                          |                          |                          |                          |                          |              |              |  |  |
|                      |                      |                      |                      |                      |                      |                 |                 |                 |                 |               |               |                |                |                |                |                |                |               |               |               |               |               |               |               |               |            |            |                      |                      |                      |                      |                      |                      |               |               |                       |                       |                       |                       |                       |                       |             |             |              |              |              |              |              |              |  |  |                          |                          |                          |                          |                          |                          |              |              |  |  |
|                      |                      |                      |                      |                      |                      |                 |                 |                 |                 |               |               |                |                |                |                |                |                |               |               | Bubba Higgins | Bubba Higgins | Bubba Higgins | Bubba Higgins | Bubba Higgins | Bubba Higgins |            |            |                      |                      |                      |                      |                      |                      |               |               | Tiffany Thelma Harper | Tiffany Thelma Harper | Tiffany Thelma Harper | Tiffany Thelma Harper | Tiffany Thelma Harper | Tiffany Thelma Harper |             |             | Sonja Harper | Sonja Harper | Sonja Harper | Sonja Harper | Sonja Harper | Sonja Harper |  |  | Vinton "Buzz" Harper Jr. | Vinton "Buzz" Harper Jr. | Vinton "Buzz" Harper Jr. | Vinton "Buzz" Harper Jr. | Vinton "Buzz" Harper Jr. | Vinton "Buzz" Harper Jr. |              |              |  |  |

- Magenta = Crowley
- Arancione = Harper
- Blu = figli
- Rosso = acquisiti
- Verde = nipoti

## Personaggi
- Thelma 'Mama' Crowley Harper (130 episodi, 1983-1990), interpretata da	Vicki Lawrence.
- Vinton Harper (130 episodi, 1983-1990), interpretato da	Ken Berry.
- Naomi Oates Harper (125 episodi, 1983-1990), interpretata da	Dorothy Lyman.
- Bubba Higgins (95 episodi, 1986-1990), interpretato da	Allan Kayser.
- Iola Lucille Boylen (91 episodi, 1986-1990), interpretata da	Beverly Archer.
- Vinton 'Buzz' Harper, Jr. (31 episodi, 1983-1984), interpretato da	Eric Brown.
- Sonja Harper (28 episodi, 1983-1984), interpretata da	Karin Argoud.
- zia Fran Crowley (24 episodi, 1983-1984), interpretata da	Rue McClanahan.
- Ellen Harper Jackson (15 episodi, 1983-1986), interpretata da	Betty White.
- zia Effie Harper (7 episodi, 1983-1989), interpretata da	Dorothy Van.
- Eunice Higgins (6 episodi, 1983-1984), interpretato da	Carol Burnett.
- Alvin Tutweiler (4 episodi, 1983-1989), interpretato da	Alan Oppenheimer.
- Reverendo Lloyd Meechum (4 episodi, 1983-1987), interpretato da	Earl Boen.
- Alberta Meechum (4 episodi, 1986-1989), interpretata da	Anne Haney.
- Ed Higgins (3 episodi, 1983), interpretato da	Harvey Korman.
- Sam (3 episodi, 1983-1984), interpretato da	Ted Zeigler.
- Amy Johnson (3 episodi, 1987-1988), interpretata da	Amy Benedict.
- Mr. Hanson (3 episodi, 1987-1988), interpretato da	Joseph Campanella.

## Produzione
La serie, ideata da Dick Clair e Jenna McMahon, fu prodotta da Joe Hamilton Productions e girata negli studios di CBS Television City, nel KTTV/Fox Television Center, a Hollywood e a Los Angeles in California. Le musiche furono composte da Peter Matz.

### Registi
Tra i registi della serie sono accreditati:
- Dave Powers (95 episodi, 1986-1990)
- Roger Beatty (35 episodi, 1983-1984)
- Harvey Korman (31 episodi, 1983-1984)
- Dick Martin (3 episodi, 1983)

## Distribuzione
La serie fu trasmessa negli Stati Uniti dal 1983 al 1984 sulla rete televisiva NBC e, dopo una prima cancellazione da parte del network madre, dal 1986 al 1990 in syndication. In Italia è stata trasmessa solo parzialmente a partire dal 1988 su Odeon TV con il titolo La mamma è sempre la mamma, partendo dalle puntate prodotte in USA nel 1986.

## Episodi
| Stagione         | Episodi | Prima TV USA | Prima TV Italia |
| ---------------- | ------- | ------------ | --------------- |
| Prima stagione   | 13      | 1983         | 1988            |
| Seconda stagione | 22      | 1983-1984    |                 |
| Terza stagione   | 25      | 1986-1987    |                 |
| Quarta stagione  | 25      | 1987-1988    |                 |
| Quinta stagione  | 25      | 1988-1989    |                 |
| Sesta stagione   | 20      | 1989-1990    |                 |